# 中国共产主义青年团宁夏回族自治区委员会
中国共产主义青年团宁夏回族自治区委员会，简称宁夏回族自治区团委、共青团宁夏回族自治区委，是中国共产主义青年团在宁夏回族自治区的地方组织机构，接受中国共产党宁夏回族自治区委员会和中国共产主义青年团中央委员会的领导。主要负责青年工作。